# Sierra de Agua Prieta
La Sierra de Agua Prieta es una cadena montañosa ubicada en el territorio centro del municipio homónimo, en el noreste del estado de Sonora, México. Tiene una altitud máxima de 1,272 m s. n. m.